# 十手
十手（Jitte）是一種來自日本的武器兼捕具。外型為帶鉤的短棒，棒身多以30㎝ - 1m左右的鋼﹑黄銅﹑鍛銀等金屬或樫﹑日本栗等堅硬木料所製造。根據讀音寫成漢字「十手」或「實手」，以前者較為常用，部份武術流派會以「實手」作標示。
十手是一種普遍的武器，以「十手術」聞名的武術流派亦有不少。
另有一種日本武器名為「釵」，是琉球的古兵器之一，外觀形態與十手頗為相似。

## 形制與發展
十手形狀如一支短棒，用法類似中國的鐧或拐或筆架叉。十手的持柄處前端有一根支鉤，具檔格作用，可以加強防守效果。曾經有文獻記載，十手是由日本江戶時代時來自中國的陳元贇所傳至日本的柔術武具之一（久松祜之《近世事物考》）；陳元贇於戰國時期即三次赴日於江戶年代正式定居。可是在室町時代中期十手術已經在日本廣泛流傳，而且在戰國時代十手更是以威力能劈開頭盔而著名的武器。 所以陳元贇是十手創製人的說法，亦只是一種傳言而已。
在十七世紀，江戶幕府實施「禁兵令」，除武士階層外其它人等不能配備帶有鋒刃的武器。十手不設鋒刃，但威力不俗，而且可攻可守，因此應運而生成為當時浪人及平民較常用的自衛武器。同時，漸有專門研究十手術的武學流派出現，如「涉川流十手術」、「一角流十手術」等。另外，十手主要是「町奉行」（地方警察）對付賊徒時所用的常備武器，也是日本警棍的前身。傳說宮本武藏的父親新免無二齋是「當理流十手術」的高手，連將軍足利義昭都曾予以激賞。美作新免氏為赤松一族，後屬宇喜多氏，新免宗貫為五千石等級的地侍，以上均屬於織田信長一派，作為新免宗貫壻養子的無二齋（原姓平田，村長級地頭），作為陪臣的陪臣，不知如何得到對手陣營名義上老大足利義昭的激賞。

## 一角流
自從十手於日本流行後，有不少武術流派都有研究應用十手的技巧，當中有流派更集中鑽研十手術，自成一派，當中的代表者是「一角流十手術」。此流派的創始人，是神道夢想流杖術的第三代掌門松崎金右衛門。
一角流十手術其實是神道夢想流杖術的一個分支，主要流傳於福岡藩一帶，傳授對象多是當代有志於學習「捕手術」（一種以制服敵人以自衛的技巧）的下級武士。十手術起初以獨立形式向外傳授，後來才與夢想流的其它武術融合一併傳授。
一角流所使用的十手，是六角形的鐵棒，而該門派世代相傳的訓言是「向下揮劈中的太刀之下是地獄的所在，能夠跨過之後便會找到極樂世界。」意指敵方的鋒刃武器雖然威力絕倫，但只要能學會技巧，趨走有勢，便能以一角流的武術，破解敵人有刃的兵器。

## 外部連結
- 十手演武（英）